# Burgena splendida
Burgena splendida är en fjärilsart som beskrevs av Butler 1887. Burgena splendida ingår i släktet Burgena och familjen nattflyn. Inga underarter finns listade i Catalogue of Life.